# برندا اسنیکار
برندا اسنیکار (زاده ۱۷ اکتبر ۱۹۹۱) یک هنرپیشه آرژانتینی است که برای اولین نقش خود در نقش آنتونلا لاماس برناردی در سریال تلویزیونی پاتیتو فیو کانال دیزنی محبوبیت بین‌المللی به دست آورد. اسنیکار در بوینس آیرس، آرژانتین، دختر گوستاوو اسنیکار و آدریانا مندوزا به دنیا آمد. اسنیکار گفته است که او نیز ونزوئلایی، اسلوونیایی و نسب ایتالیایی دارد. او یک برادر به نام ایوان دارد و مذهبش کاتولیک رومی است. برندا در دوران کودکی خود در مدرسه مرکز فرهنگی ایتالیا در ویلا آدلینا تحصیل کرد و در آنجا یادگرفت که به زبان ایتالیایی روان صحبت کند.